# Everett (Pennsylvania)
|  | Dieser Artikel wurde aufgrund von inhaltlichen Mängeln auf der Qualitätssicherungsseite des Projektes USA eingetragen. Hilf mit, die Qualität dieses Artikels auf ein akzeptables Niveau zu bringen, und beteilige dich an der Diskussion! Eine nähere Beschreibung der zu behebenden Mängel fehlt. |

Everett ist ein Borough im Bedford County in Pennsylvania, USA. Das U.S. Census Bureau hat bei der Volkszählung 2020 eine Einwohnerzahl von 1.765 ermittelt.
Ursprünglich war der Name der Stadt Bloody Run, nach einem Nebenfluss der Juniata, wo es einer Schlacht zwischen Siedlern und Indianern kam. Zu Ehren des Politikers und Redners Edward Everett wurde die Stadt umbenannt.

## Bevölkerung
Gemäß der Volkszählung 2000 waren 98,43 % Weiße, 0,52 % Schwarze, 0,26 % Asiaten und der Rest sind andere sowie Mischlinge.

## Söhne und Töchter der Stadt
- Dean Koontz (* 1945), Schriftsteller